# 大邱都市铁道公社1000系电力动车组
大邱都市铁道公社1000系电力动车组（：／）是大邱都市铁道公社的一款通勤型电力动车组，在大邱都市铁道1号线运营。

## 概况
1000系电力动车组是大邱都市铁道公社的列车，是直流用车辆，由韩进重工业负责生产。列车在1997年开始正式使用，目前运行于大邱都市铁道1号线。列车客室车门为氣動内藏门，每节车厢共4对车门，列车在两端设有紧急出口，均为6辆编组。控制裝置方面，除了101,109,124,128,136編組採用Dawonsys生產的IGBT-VVVF外，其餘的皆採用西門子生產的GTO-VVVF。

## 事故
2003年2月18日，一位乘客金大漢在中央路站附近的列车上纵火，导致最少198名乘客死亡，另有最少147名乘客受伤。另外也导致118号和130号列车报废，现在其中一部存放于安心车辆基地中。